# Klok, Kloček a pes Dingo
Klok, Kloček a pes Dingo je český animovaný televizní seriál z roku 1995 poprvé vysílaný v rámci večerníčku v prosinci téhož roku. Scénář připravil Jaroslav Boček. Dalším tvůrcem byl Ilja Novák, který seriál výtvarně zpracoval, pracoval jako animátor i vedl režii. Seriál byl bez textu. Bylo natočeno 7 epizod, v rozmezí mezi 7 až 8 minutami.

## Synopse
Klokan Klok, malý klokánek Kloček a papoušek zažívají v Austrálii nejedno dobrodružství díky psovi dingovi, který si usmyslil, že unese malého Kločka a následně sní…

## Seznam dílů
1. Jak se jednou probudili
2. Jak česali ovoce
3. Jak poráželi strom
4. Jak hráli na housle
5. Jak chytal Kloček motýla
6. Jak lovili ryby
7. Jak šli pro mléko

## Další tvůrci
- Animátor: Ilja Novák
- Výtvarník: Ilja Novák